# Венепункция
Венепу́нкция (лат. vena — вена + лат. punctio — укол) — чрескожный прокол стенки венозного сосуда с последующим введением инъекционной иглы в вену.

## Описание
Обычно венепункция производится на венах верхней конечности у локтевого сустава, но может быть произведена и на любой другой поверхностной вене. Соответствующий участок кожи предварительно дезинфицируется. Путём прижатия лежащего выше локтевого сгиба участка вены, в ней вызывается застой крови, и в набухшую вену, вводится под возможно острым углом игла с насаженным на неё шприцем или без него. 
Данная медицинская процедура выполняется с целью забора венозной крови на анализ, при заборе или переливании донорской крови, введения лекарственных препаратов (при наличии показаний), а также введения радиофармпрепаратов или других диагностических препаратов (например, рентгеноконтрастных средств) и так далее. При кровопускании венепункция почти полностью заменила венесекцию.

## Осложнения
- Флебит
- Жировая эмболия
- Прокол вены, гематома